# Naduvannūr
Naduvannūr är en ort i Indien.   Den ligger i distriktet Kozhikode och delstaten Kerala, i den södra delen av landet, 1 900 km söder om huvudstaden New Delhi. Naduvannūr ligger 20 meter över havet och antalet invånare är 24 648.
Terrängen runt Naduvannūr är huvudsakligen platt, men österut är den kuperad. Runt Naduvannūr är det tätbefolkat, med 947 invånare per kvadratkilometer. Naduvannūr är det största samhället i trakten. I omgivningarna runt Naduvannūr växer i huvudsak städsegrön lövskog.